# Baby, Come to Me
«Baby, Come to Me» es una balada interpretada por la artista de R&B/jazz estadounidense Patti Austin a dúo con el cantautor James Ingram. Se incluyó en su álbum de 1981 Every Home Should Have One. La canción fue escrita por Rod Temperton y lanzada como sencillo en abril de 1982.
En Estados Unidos alcanzó el número 1 en el Billboard Hot 100 el 19 de febrero de 1983, donde permaneció durante dos semanas. También llegó al número 1 en la lista Adult Contemporary a principios 1983. En el Reino Unido alcanzó el número 11 en marzo de 1983. También llegó a las listas de los más exitosos en Canadá, Bélgica, Irlanda, Nueva Zelanda y Países Bajos.

## Lista de canciones
sencillo 7" (Qwest Records – QWE 50036)
A "Baby, Come To Me" – 3:30
B "Solero"  – 2:42
maxi 12 (Qwest Records – 92.9741-0)
A "Baby, Come To Me" – 3:47
B1 "Solero" – 2:42
B2 "Do You Love Me" – 3:24

## Posicionamiento en listas
| Lista (1982–1983)                      | Máxima posición |
| -------------------------------------- | --------------- |
| Australia (Kent Music Report)          | 38              |
| Bélgica (Flandes) (Ultratop 50)        | 10              |
| Canadá (RPM Top Singles)               | 3               |
| Canadá (RPM Adult Contemporary)        | 20              |
| Estados Unidos (Billboard Hot 100)     | 1               |
| Estados Unidos (Adult Contemporary)    | 1               |
| Estados Unidos (Hot R&B/Hip-Hop Songs) | 9               |
| Estados Unidos (Cash Box Top 100)      | 2               |
| Irlanda (IRMA)                         | 6               |
| Nueva Zelanda (Recorded Music NZ)      | 9               |
| Países Bajos (Dutch Top 40)            | 5               |
| Países Bajos (Mega Single Top 100)     | 9               |
| Reino Unido (UK Singles Chart)         | 8               |
| Suecia (Sverigetopplistan)             | 11              |

## Personal
- Voz principal y coros: James Ingram
- Voz principal y coros: Patti Austin
- Coros: Michael McDonald
- Batería: John Robinson
- Bajo: Eddie Watkins Jr.
- Guitarra: Steve Lukather
- Teclados: Greg Phillinganes
- Fender Rhodes: Richard Tee
- Sintetizadores: Greg Phillinganes, David Foster, Michael Boddicker, Rod Temperton
- Percusión: Paulinho da Costa
- Arreglo: Rod Temperton
- Ingeniero de grabación: Bruce Swedien
- Mezcla: Bruce Swedien
- Masterización: Bernie Grundman

### Sucesión en las listas
| Predecesor: «Down Under» de Men at Work | U.S. Billboard Hot 100 — Sencillo N°. 1 19 de febrero de 1983 - 4 de marzo de 1983 | Sucesor: «Billie Jean» de Michael Jackson |

| Predecesor: «The Girl Is Mine» de Michael Jackson & Paul McCartney | U.S. Billboard Hot Adult Contemporary Tracks — Sencillo N°. 1 22 de enero de 1983 - 11 de febrero de 1983 | Sucesor: «Shame on the Moon» de Bob Seger and the Silver Bullet Band |